# カロリーネ・フォン・ベルレプシュ

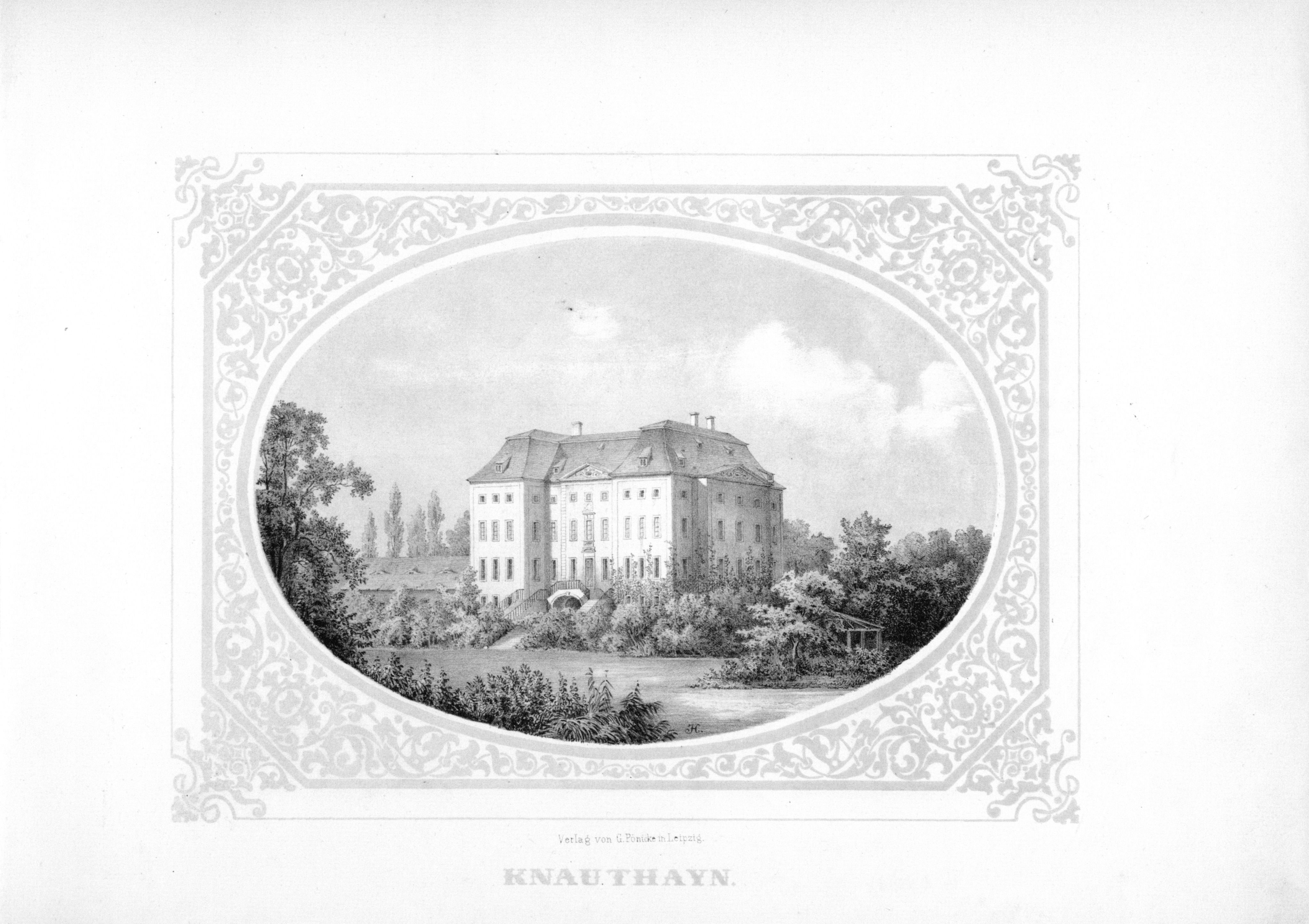
カロリーネが晩年を過ごしたクナウトハイン城館のリトグラフ

カロリーネ・フォン・ベルレプシュ（Karoline von Berlepsch, 1820年1月9日 バート・ヘルスフェルト - 1877年2月21日 ライプツィヒ）は、ドイツのヘッセン選帝侯ヴィルヘルム2世の3番目の妻で、貴賤婚配偶者。ベルゲン伯爵夫人（Gräfin von Bergen）。
ルートヴィヒ・ヘルマン・フォン・ベルレプシュとメルジーネ・フォン・クルーゼの間の娘で、フランクフルト・アム・マインで育つ。
選帝侯は1830年の革命騒ぎで世子フリードリヒ・ヴィルヘルムに実権を委譲し、フランクフルト市へ移住した。1843年2月、選帝侯の2番目の妻で貴賤婚配偶者のライヒェンバッハ＝レッソニッツ伯爵夫人エミーリエが死ぬと、選帝侯は43歳も年下のカロリーネを次の妻に選んだ。2人は1843年8月28日ハーナウ郊外の温泉地ヴィルヘルムスバートで結婚式を挙げた。ヴィルヘルム2世は1844年カロリーネをヘッセン侯国貴族のベルゲン男爵夫人に叙爵し、さらに1846年オーストリア政府に働きかけて妻が同国貴族のベルゲン伯爵夫人に叙爵されるよう取り計らった。
選帝侯とは1847年に死別。1851年、外交官のカール・アドルフ・フォン・ホーエンタール伯爵（1811年 - 1875年）と再婚し、間に2人の息子をもうけた。夫はザクセン王国のバイエルン、フランス、プロイセン駐在大使を歴任した。晩年は夫の家族が所有するライプツィヒ郊外のクナウトハイン城館で暮らした。

## 引用
1. ↑  Berwinkel, Holger (2012) (ドイツ語). Die Außenpolitik der deutschen Länder im Kaiserreich: Geschichte, Akteure und archivische Überlieferung (1871-1918). Beiträge des wissenschaftlichen Kolloquiums zum 90. Gründungstag des Politischen Archivs des Auswärtigen Amts am 3. August 2010. Oldenbourg Verlag. p. 65. ISBN 978-3-486-71637-5 2020年5月20日閲覧。
2. ↑  Schwabe, Klaus (2019) (ドイツ語). Die Regierungen der deutschen Mittel- und Kleinstaaten 1815–1933. Walter de Gruyter GmbH & Co KG. p. 359. ISBN 978-3-486-81774-4 2020年5月20日閲覧。
3. ↑  Mennell, Arthur (1889) (ドイツ語). Goldene Chronik der Wettiner. Literarische Gesellschaft 2022年7月11日閲覧。
4. ↑  Michel Huberty: L' Allemagne dynastique : Les 15 familles qui ont fait l'empire, vol. 1: Hesse - Reuss - Saxe, Le Perreux-sur-Marne, 1976, ISBN 2-901138-01-2